# Cserföldi pogrom
A Cserföldi pogrom a még Magyarországhoz tartozó vendvidéki Cserföld (ma Črenšovci, Szlovénia) községben történt vandál akció, amelyet néhány antiszemita kijelentés is tarkított. A cserföldi pogrom a belatinci pogrom hatására tört ki, amelyet néhány, korábbi jugoszláv uszító felhívás is szított. Antiszemita uszításokra az Szerb–Horvát–Szlovén Királyság részéről újabban 1919-ben kerül majd sor.

## A zavargás
Az eseményeket egy frontról hazatérő szlovén katona Cigán József indította el, aki a helyi boltostól, Tomecztől akart cigarettát venni. Tomecz, ahogy a Belatincon (szlovénül Beltinci, Szlovénia) megtámadott Osztercz Péter is szlovén nemzetiségűek és nem zsidók voltak. Cigán útközben találkozott néhány emberrel, akiknek azt mondta, ha Tomecz nem ad neki cigarettát, úgy szétveri az üzletét. Tomecz természetesen nem akart dohányt adni Cigánnak, egyébként is a háború utáni áruhiány következtében a dohánytermékek is hiánycikknek számítottak a Vendvidéken. Cigán erre betört az üzletbe, felforgatta a helyiséget és kiszórta az árut az épület elé. Cigán üvöltésére nyomban megjelentek más fosztogatók, akik a belatinci események hatására szintén nyerészkedni akartak és elvitték az árut.
Az esetnek hamar híre ment és láncreakciót indított el: Cserföldre feljött jó pár férfi a három Besztercéről (Alsó-, Felső- és Közép-), akik a Tomecz-féle bolt kifosztása után a Preisz boltot rohamozták meg, onnan csekély mennyiségű bőrárut is elvittek. Ezután a helyi jegyző Grasanovich házát támadták meg baltával felfegyverezve, abban bízva, hogy a jegyzőnél készpénzt találnak majd. Itt már elhangzottak durva antiszemita felkiáltások, de csalódva látták, hogy Grasanovichnak alig van pénze. Amit találtak az mindössze néhány korona volt.
Cserföldön egyedül csak a Horváth boltot kímélték meg a vandálok, mivel Horváth a legszegényebb boltosa volt a községnek.
November 6-án történt a második fázisa a pogromnak a községben, ekkor szintén hazatérő katonák kezdtek fosztogatásba cserföldi lakosokkal a Szukics vendéglőben, mert a vendéglős nem akarta ingyen adni nekik a bort. Az egyik katona Vuk Márton puskával megölt egy szárnyast az udvarban és arra kényszerítette Szukicsot, hogy készítse el neki ebédre. Vuk így kiáltott fel: Négy esztendeig ingyen harcoltunk és koplaltunk is, mostantól fogva legalább jóllakásig fogunk enni. A katonák felindultságában annyi igazság volt, hogy a háborúban igen silányan élelmezték őket, alig jutott a fronton harcolóknak megfelelő kenyér- és húsadag, többnyire főzeléket kellett enniük, mely hamar kedvüket szegte és kondíciójuknak sem tett jót. Vuk még lövöldözött tovább a tyúkokra, mígnem megérkezett Tkálecz Vilmos hadnagy, akit még felkelésről informáltak, de megbizonyosodott arról, hogy közönséges fosztogatásról van szó és letartóztatta a vandálokat. Vukot kötelességszegés és fosztogatás vádjával statáriális eljárás keretében felakasztották Murahelyen. A többi elfogott résztvevőt Magyarország elleni felkelés és szeparatizmus vádjával is bíróság elé állították Alsólendván. A bíróság azonban felmentette őket, enyhítő körülménynek véve, hogy a vandálok elsősorban létfontosságú, a mindennapi élethez szükséges dolgokat raboltak. A felmentésüket Klekl József Muraszombatból is kérte.

## Utóhatás
Mind a cserföldi, mind a belatinci és vaspolonyi eseményeket utóbb igyekeztek félremagyarázni, megmásítani, így Mikola Sándor is, aki a vendvidéki magyarosítás és revizíós propaganda egyik fő koordinátora volt. Kleklt és barátját, valamint munkatársát Jerics Ivánt vádolták a bűncselekmények elkövetésével, hogy az így szerzett javakat eladhassák Ausztriában. A cél mindössze Kleklék lejáratása volt, mivel ők vezették a Vendvidék elszakadásáért küzdő, egyébként törvényes és erőszakmentes mozgalmat.

## Lásd még
- Belatinci pogrom
- Vaspolonyi pogrom